# Pygidianops cuao
Pygidianops cuao és una espècie de peix de la família dels tricomictèrids i de l'ordre dels siluriformes.

## Morfologia
- Els mascles poden assolir 2,4 cm de longitud total.
- Nombre de vèrtebres: 41.[5]

## Hàbitat
És un peix d'aigua dolça i de clima tropical.

## Distribució geogràfica
Es troba a Sud-amèrica: conca del riu Cuao a Veneçuela.